# Partij van het Cardenistisch Front van Nationale Wederopbouw
De Partij van het Cardenistisch Front van Nationale Wederopbouw (Partido del Frente Cardenista de Reconstruccion Nacional, PFCRN) was een Mexicaanse politieke partij.
De partij werd opgericht in 1973 als Socialistische Arbeiderspartij (Partido Socialista de los Trabajadores, PST) door Rafael Aguilar Talamantes. De meeste leden bestonden uit slachtoffers van of mensen die onder de indruk waren geraakt van de repressie in 1968 van de regerende Institutioneel Revolutionaire Partij (PRI). De partij steunde echter doorgaans de PRI, en werd daardoor als een van de satellietpartijen gezien. In 1978 kreeg de partij officiële erkenning. Aguilar Talamantes is gedurende het hele bestaan voorzitter van de partij geweest. De partij had veel weg van een politieke sekte en vaak niet serieus genomen.
De PRT werd hernoemd tot PFCRN in 1988. In hetzelfde jaar brak de partij met de PRI en steunde het de kandidatuur van Cuauhtémoc Cárdenas, de zoon van voormalig president Lázaro Cárdenas, aan wie de partij haar nieuw naam ontleende. Cárdenas verloor de verkiezingen na grootschalige fraude, maar de PFCRN wist wel 41 zetels in het Congres te behalen. Na 1988 verloor de PFCRN gaandeweg aanhang en bovendien lieerde de partij zich weer met de PRI. Nadat de partij bij de congresverkiezingen van 1994 minder dan een procent van de stemmen haalde, verloor ze haar erkenning.
De partij wist in 1996 de erkenning terug te winnen als de Cardenistische Partij (PC), maar verdween een jaar later opnieuw. In 2005 gingen de restanten van de PFRCN op in de nieuwe partij Sociaaldemocratisch en Boerenalternatief (PASC).

## Presidentskandidaten
- 1982: Cándido Díaz Cerecedo
- 1988: Cuauhtémoc Cárdenas
- 1994: Rafael Aguilar Talamantes

PAN · PRI · PVEM · PT · MC · Morena